# Ralf Sygusch
Ralf Sygusch (* 1965) ist ein deutscher Sportpädagoge und Hochschullehrer.

## Leben
Der aus Gütersloh stammende Sygusch studierte bis 1991 an der Universität Bielefeld Erziehungswissenschaft sowie im Nebenfach Psychologie. Anschließend arbeitete er in der Jugend- und Erwachsenenbildung sowie im Sportverein, während er ebenfalls in Bielefeld Sport und Pädagogik für das Lehramt studierte und an seiner Doktorarbeit schrieb. 1999 legte er das erste Staatsexamen ab und erlangte im selben Jahr an der Uni Bielefeld den Doktorgrad. Das Thema seiner Dissertation lautete „Sportliche Aktivität und subjektive Gesundheitskonzepte von Jugendlichen“. Von 1995 bis 1997 war er bei Arminia Bielefeld als hauptamtlicher „Jugendsportkoordinator Fußball“ tätig. Schon ab 1984 hatte er unterschiedliche Trainertätigkeiten im Fußball ausgeübt, unter anderem für den Fußball- und Leichtathletik-Verband Westfalen.
Bereits ab 1997 war Sygusch am Institut für Sportwissenschaft der Universität Bayreuth als Wissenschaftlicher Mitarbeiter tätig. Ab 2000 war er Wissenschaftlicher Assistent und in den Jahren 2006 und 2007 Akademischer Oberrat. 2006 schloss er in Bayreuth seine Habilitation ab, in der er ein wissenschaftliches Rahmenkonzept ausarbeitete, welches Gestaltungsmöglichkeiten zur Förderung „Psychosozialer Ressourcen im Sport“ bestimmte. 2007 trat er an der Johannes-Gutenberg-Universität Mainz eine Professorenstelle für Sportpädagogik und Sportpsychologie an und wechselte 2009 auf den Lehrstuhl für Sportpädagogik und -didaktik an der Friedrich-Schiller-Universität Jena. Dort blieb Sygusch bis 2011 tätig. Zum Wintersemester 2011 übernahm er an der Friedrich-Alexander-Universität Erlangen-Nürnberg die Professur für Sportpädagogik und -didaktik.
2016 wurde Sygusch zum Sprecher der Sektion Sportpädagogik in der Deutschen Vereinigung für Sportwissenschaft gewählt.
Zu seinen Forschungsschwerpunkten gehören der Kinder- und Jugendsport, darunter der Themenbereich Persönlichkeits- und Teamentwicklung, das Qualitätsmanagement im Sport, Fragen der Qualifikation von Übungsleitern im Sport, Fußballtraining und der Gesundheitssport.
Bei der Deutschen Sportjugend gehört Sygusch zu den Mitgliedern des Forschungsverbundes. Er ist Mitherausgeber der Schriftenreihe „Sportforum“ zur Verbreitung von Arbeiten des Wissenschaftsnachwuchses und Mitglied der Bildungskommission des Deutschen Olympischen Sportbundes (DOSB).